# سیارک ۱۲۳۲۹۰
سیارک ۱۲۳۲۹۰ (به انگلیسی: 123290 Manoa، نامگذاری:2000UH100) صد و بیست و سه هزار و دویست و نودمین سیارک کشف شده‌است که در ۲۵ اکتبر ۲۰۰۰ کشف شد.